# 갑상샘수질암

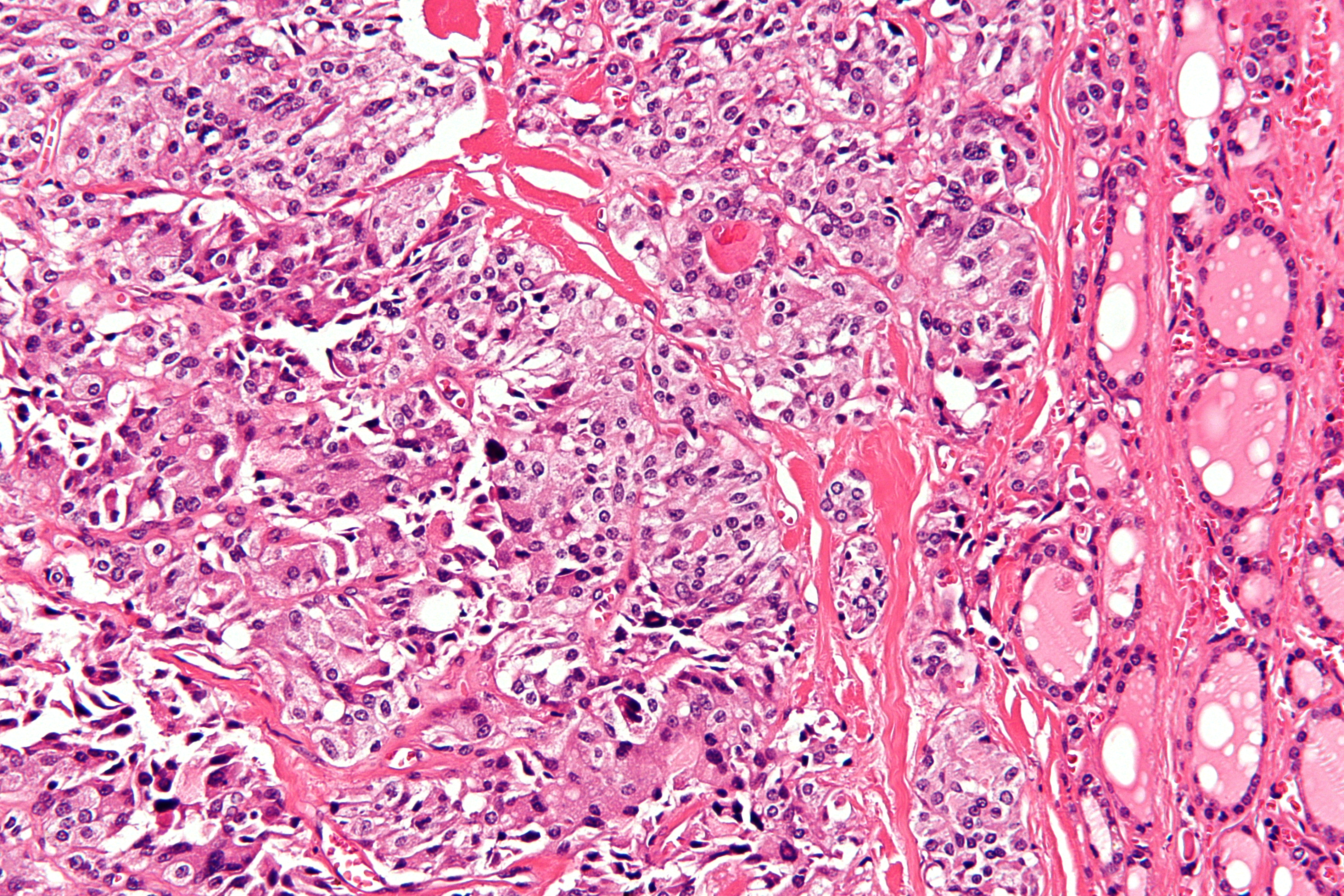

갑상샘수질암(Medullary thyroid cancer, MTC)은 칼시토닌이라는 호르몬을 생성하는 여포주위 세포(C세포)에서 발생하는 갑상샘 암종의 한 형태이다. 수질암은 모든 갑상샘암 중 세 번째로 흔하며 전체 갑상샘암 사례의 약 3%를 차지한다. 갑상샘수질암은 1959년에 처음으로 특징이 밝혀졌다.
갑상샘 수질암 사례의 약 25%는 본질적으로 유전적이며 RET 원발암유전자의 돌연변이로 인해 발생한다. 갑상샘수질암이 저절로 발생하는 것은 산발성 갑상샘 수질암이라고 한다. 갑상샘 수질암은 다발성 내분비선 신생물 유형 2A 및 2B가 있는 사람에게서 나타난다. 유전성 유전질환으로 인한 갑상샘수질암이 다른 내분비 종양 없이 발생하는 경우 가족성 갑상샘수질암이라고 한다.